# Schönau am Königssee
Schönau am Königssee este o comună aflată în districtul Berchtesgadener Land, landul Bavaria, Germania.